# Neðriöxl
Neðriöxl är en kulle i republiken Island. Den ligger i regionen Västfjordarna, 190 km norr om huvudstaden Reykjavík. Toppen på Neðriöxl är 293 meter över havet.
Trakten runt Neðriöxl är nära nog obefolkad, med mindre än två invånare per kvadratkilometer. Det finns inga samhällen i närheten. Trakten runt Neðriöxl består i huvudsak av gräsmarker.